# Lịch sử quần đảo Pitcairn

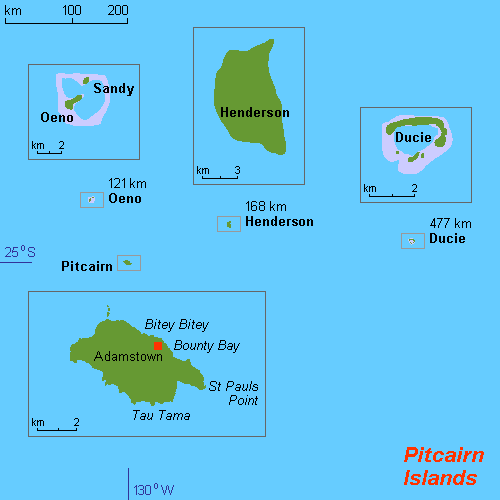
Bản đồ của quần đảo Pitcairn.

Lịch sử của Quần đảo Pitcairn bắt đầu với sự xâm chiếm làm thuộc địa của người Polynesia vào thế kỷ 11. Người Polynesia thành lập một nền văn hóa thịnh vượng trong bốn thế kỉ rồi sau đó lụi tàn. Pitcairn sau đó một lần nữa có người định cư vào năm 1790, bởi một nhóm  được giải quyết một lần nữa trong 1790 bởi một nhóm những thủy thủ nổi loạn người Anh trên tàu HMS Bounty và người Tahiti.

## Pitcairn trước thời HMS Bounty
Khi những kẻ nổi loạn tàu Bounty đến Pitcairn, hòn đảo chưa có người sinh sống. Tuy nhiên, họ tìm thấy phần còn lại của một nền văn minh Polynesia đã biến mất. Các nhà khảo cổ tin rằng người Polynesia đã từng sống trên đảo từ thế kỷ 11 đến thế kỷ 15. Những người dân đầu tiên của Pitcairn này dường như đã có một mối quan hệ buôn bán với một hòn đảo đông đúc hơn là đảo Mangareva, cách đó 250 dặm về phía tây. Thức ăn đã được đem ra trao đổi lấy các loại đá quý và đá vỏ chai (obsidian) có trên đảo Pitcairn. Dù không có bằng chứng chắc chắn tại sao xã hội này lại biến mất, nhưng có thể là có liên quan tới việc phá rừng ở Mangareva và  Nó không nhất định là lý do tại sao xã hội này biến mất, nhưng nó là có thể liên quan đến việc phá rừng của Mangareva, kéo theo đó là sự suy tàn của nơi này. Pitcairn là không có khả năng duy trì cuộc sống cho một số lượng lớn dân cư khi không còn mối quan hệ với các đảo khác.
Bởi vậy, hòn đảo này không còn ai sinh sống khi nó được phát hiện bởi nhà thám hiểm người Bồ Đào Nha Pedro Fernandes de Queirós, làm thuê cho Tây Ban Nha, vào tháng 1 năm 1606. Nó đã được phát hiện lại bởi những người Anh vào ngày 3 tháng 7 năm 1767 trên một chuyến hải trình do thuyền Trưởng Philip Carteret, và được đặt tên theo Robert Pitcairn, thủy thủ đầu tiên phát hiện đảo. Pitcairn là một trong những người con của John Pitcairn.

## Cuộc nổi loạn tàu Bounty và định cư trên đảo Pitcairn

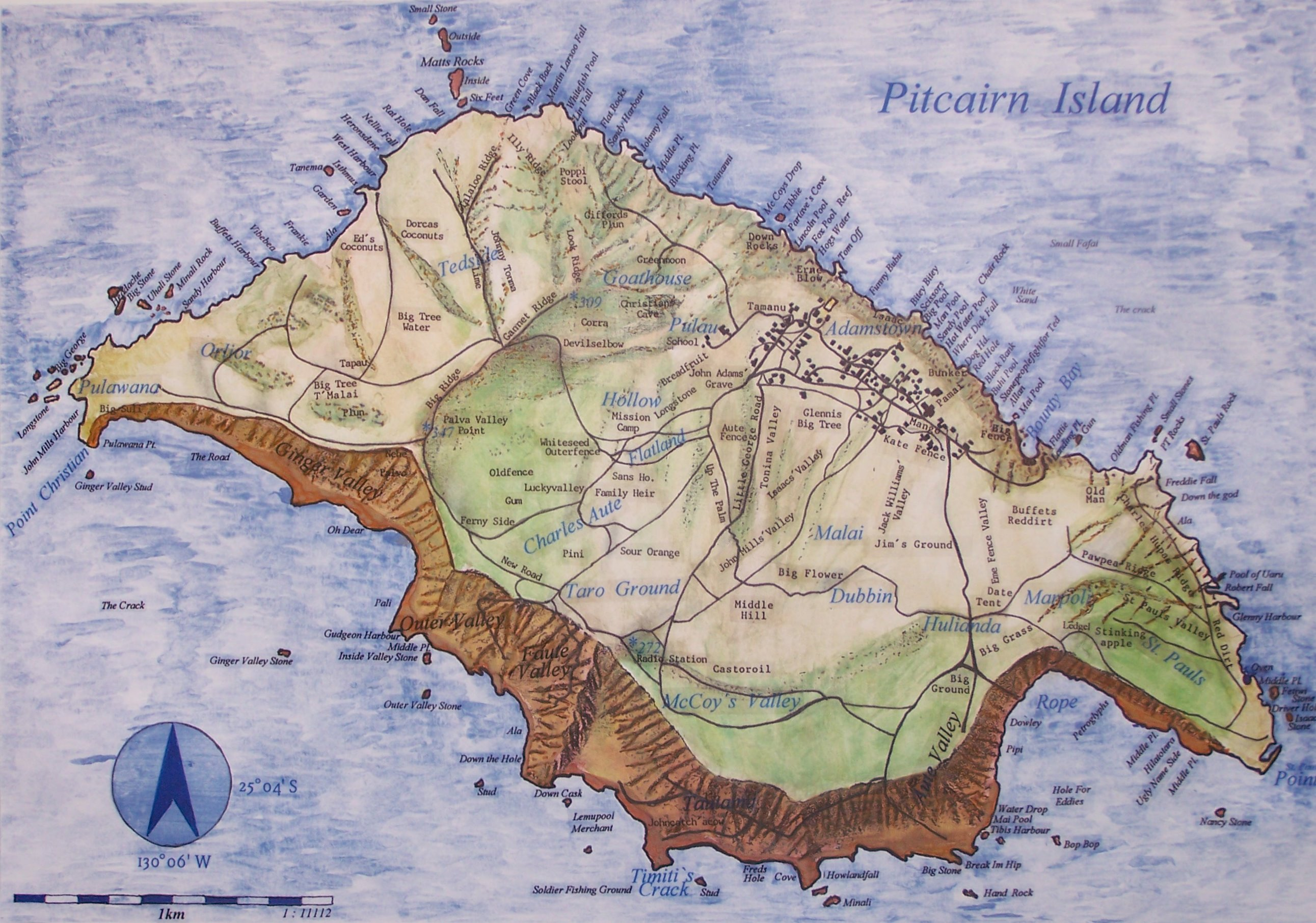
Bản đồ đảo Pitcairn

Vào ngày 15 tháng 1 năm 1790, những thủy thủ nổi loạn trên tàu Bounty và những người bạn đồng hành Tahiti của họ đến hòn đảo. Nhóm người bao gồm Fletcher Christian và 8 thành viên nổi loạn khác từ Bounty: Ned Young, John Adams, Matthew Quintal, William McCoy, William Brown, Isaac Martin, John Mills và John Williams. Cùng với đó là 6 người Polynesia (Manarii/Menalee, Niau/Nehou, và Teirnua/Te Moa từ đảo Tahiti; Taroamiva/Tetahiti và Oher/Hu từ Tubuai; and Taruro/Talalo từ Raiatea) và 12 phụ nữ Tahiti (Maimiti/Isabella, Teehuteatuaonoa/Jenny, Teraura/Susanah, Teio/Mary, Vahineatua/Bal'hadi/Prudence, Obuarei/Puarai, Tevarua/Sarah, Teatuahitea/Sarah, Faahotu/Fasto, Toofaiti/Hutia/Nancy, Mareva, và Tinafornea), cộng thêm một bé gái Tahiti tên là Sarah/Sally, con gái của Teio, người sau đó trở thành một người được kính nể trong cộng đồng. Nhóm người đã mang mọi thứ xuống khỏi tàu Bounty và đốt con tàu để xóa mọi dấu vết về sự tồn tại của họ.
Mặc dù những cư dân mới của đảo học cách sống sót khá dễ dàng bằng việc trồng trọt và đánh cá, bạo lực và bệnh tật đã gây ra nhiều vấn đề. Rất nhiều xung đột bạo lực đã xảy ra giữa những thủy thủ và người Polynesia khi họ tranh chấp phụ nữ, bởi ở đó có ít phụ nữ hơn đàn ông. Hai phụ nữ đã tai nạn chết năm 1790, làm tình hình thêm trầm trọng. Một vấn đề khác là khi đất đai được chia giữa các gia đình, người Polynesia đã không được cho bất cứ tài sản nào và bị đối xử như nô lệ bởi một vài thủy thủ, đặc biệt là Williams và McCoy. Hai trong số những người đàn ông Polynesia đã bị giết bởi một người Polynesia khác, theo lệnh của những thủy thủ. Bạo lực kết thúc vào một ngày tháng 9 hoặc tháng 10 năm 1793, khi bốn người Polynesia còn lại cố gắng giết những thủ thủy da trắng. Martin, Christian, Mills, Brown và Williams đã bị giết. Tuy nhiên, ngay sau đó 4 người này bắt đầu xung đột lẫn nhau. Một người đã chết trong cuộc chiến, một người khác bị giết bởi một phụ nữ, một người khác nữa bị giết bởi Quintal và McCoy và người cuối cùng bị Young giết. Sự tàn sát gần một nửa dân số trên đảo đã gây ra những thay đổi đáng kể. Nhóm còn sống sót bao gồm 4 người đàn ông (đều là da trắng), 10 phụ nữ (đều là người Polynesia), và đứa bé Sally. Khi nhiều thủy thủ có con với vợ của họ, phụ nữ và trẻ nhỏ bắt đầu nhiều hơn đàn ông. Những người phụ nữ trở nên không hài lòng và tìm cách chạy trốn khỏi hòn đảo. Khi điều này thất bại, họ cố gắng ám sát đàn ông, nhưng sự việc cuối cùng được hòa giải.
Không lâu sau đó, Young và Adams, những người tự cho mình là lãnh đạo của cộng đồng và giúp đỡ phụ nữ và trẻ em hết sức có thể, bị chia rẽ với Quintal và McCoy, đặc biệt là sau khi McCoy tìm ra cách để ủ rượu từ một loại cây trên đảo. McCoy tự vẫn khi đang say vào năm 1798, và Quintal bị giết bởi Adams và Young năm 1799 sau khi hắn đe dọa giết tất cả mọi người. Ngay sau đó, Young và Adams trở nên hứng thú với Thiên Chúa Giáo và Young dạy Adams đọc sách, swr dụng quyển Kinh thánh từ tàu Bounty. Sau khi Young chết năm 1800 vì bệnh hen, John Adams trở thành thủy thủ duy nhất trong nhóm nổi loạn còn sống trên đảo Pitcairn. Một vài con tàu đã phát hiện ra hòn đảo trong những năm 90 của thế kỉ 18, và một chiếc thậm chí đã neo lại để hái dừa, nhưng những tàu này không phát hiện ra cộng đồng người sống trên đảo. Những cư dân trên đảo lần đầu liên hệ với một tàu nước ngoài tới vào năm 1808, khi một chiếc tàu Mỹ tên Topaz chỉ huy bởi Mayhem Folger ghé vào đảo. Thuyền trưởng và đoàn thủy thủ đã bị ấn tượng bởi các cư dân trên đảo. Họ cập nhật cho Adams và những phụ nữ và trẻ em trên đảo về những sự kiện trên thế giới trong vòng 20 năm, và hứa sẽ kể với thế giới về những gì đã xảy ra với họ. Vào lúc này, Adams đã xây trường học cho trẻ em trên đảo, Thiên Chúa giáo là một phần quan trọng trong chương trình học. Anh ta được coi như "người cha" của tất cả các thành viên của cộng đồng.

## Liên lạc lại với thế giới bên ngoài
Năm 1814 Hải quân Hoàng gia khám phá ra sự tồn tại của thuộc địa. Họ đã đặc biệt ấn tượng bởi cư dân trên đảo và cảm thấy sẽ là "hành động của tàn ác và vô nhân đạo" nếu bắt John Adams.
Người dân của đảo Pitcairn tiếp tục liên lạc thường xuyên hơn thông qua những con tàu. Trong thập niên 20 của thế kỷ 19, ba nhà thám hiểm người Anh là John Buffett, John Evans và George Nobbs định cư trên đảo và cưới con cháu của các thủy thủ nổi loạn. Khi Adams chết năm 1829, một cuộc khủng hoảng quyền lực đã nổ ra. Nobbs, một cựu binh của quân Anh và thủy thủ người Chile, là người kế nhiệm được Adams chọn, nhưng Buffett và Thursday October Christian, con trai của Fletcher và là người đầu tiên được sinh ra trên đảo, người có nhiệm vụ chào hỏi những tàu tới thăm, cũng là một nhà lãnh đạo quan trọng lúc bấy giờ. Năm 1831, các cư dân tạm thời rời Pitcairn tới sống ở Tahiti. Sáu tháng sau họ quay trở lại Pitcairn trên con tàu của William Driver, thuyền trưởng người Mỹ, người đã tạo nên tên gọi "Old Glory" cho lá cờ của Hoa Kỳ. Ông đồng ý cho những người này lên tàu sau khi biết được rằng họ không thể thích nghi được với ngôi nhà mới, và một tá người, bao gồm cả Thursday October Christian, đã chết vì bệnh tật. Những cư dân đảo giờ đây càng không có ai lãnh đạo, khi nghiện rượu trở thành một vấn đề và Nobbs không giành được đủ tín nhiệm. Năm 1832, một nhà thám hiểm tên Joshua Hill, tự nhận là được nước Anh cử đến, tới hòn đảo và được bầu làm lãnh đạo, tự phong cho mình là Tổng thống của khối thịnh vượng Pitcairn. Ông ra lệnh cho lưu đày Buffett, Evans và Nobbs, cấm đồ uống có cồn và bỏ tù những vi phạm nhỏ nhất. Cuối cùng ông bị đuổi khỏi đảo năm 1838, và một thuyền trưởng tàu Anh đã giúp mọi người trên đảo xây dựng một bộ luật. Cư dân lập nên một hệ thống thông qua đó hàng năm họ sẽ bầu một thẩm phán làm người lãnh đạo của hòn đảo. Những vị trí quan trọng khác trên đảo là hiệu trưởng, bác sĩ và mục sư. Dù vậy, Nobbs trở thành nhà lãnh đạo của hòn đảo. Theo bộ luật này, Pitcairn trở thành thuộc địa đầu tiên của Anh ở Thái Bình Dương và cũng là vùng lãnh thổ thứ 2 trên thế giới, sau Corse (dưới thời của Pasquale Paoli năm 1755) cho phép phụ nữ được quyền bầu cử.
Giữa những năm 50 của thế kỷ 19, cộng đồng trên đảo Pitcairn đã phát triển hơn hòn đảo và họ thỉnh cầu sự giúp đỡ của Victoria của Anh. Nữ hoàng đã cho họ đảo Norfolk, và vào ngày 3 tháng 5 năm 1856, toàn bộ 193 người của cộng đồng lên tàu Morayshire tới đảo Norfolk. Họ đến nơi vào ngày 8 tháng 6, sau một chuyến đi khó khăn dài 5 tuần. Tuy nhiên, sau 18 tháng, 17 người quay trở lại Pitcairn, và tới 1864 thì 27 người khác quay trở lại. Năm 1858, khi hòn đảo đang không có người ở, những người sống sót trong vụ đắm tàu Wild Wave đã ở lại đây vài tháng cho tới khi được giải cứu bởi tàu USS Vandalia. Những vị khách này đã tháo dỡ một vài ngôi nhà để lấy gỗ và đinh, và đã phá hoại ngôi mộ của John Adams. Hòn đảo suýt chút nữa đã bị Pháp thôn tính, bởi chính phủ của Pháp không nhận ra rằng nó đã có người sinh sống. George Nobbs và John Buffett ở lại đảo Norfolk. Vào thời gian này, gia đình Warren người Mỹ cũng đã tới định cư tại Pitcairn.
Trong những năm 1860, việc nhập cư tới hòn đảo đã bị cấm. Năm 1886, hầu hết mọi người trên đảo rời khỏi Giáo hội Anh và chuyển qua Giáo hội Cơ Đốc Phục Lâm, sau khi nghe thuyết giáo từ họ. Các nhà truyền giáo đến đảo vài năm sau đó, và sự chuyển đổi tín ngưỡng của cả cộng đồng trên đảo trở thành một nguồn cổ động lớn cho tôn giáo. Những nhà lãnh đạo quan trọng của Pitcairn trong thời kỳ này có Thursday October Christian II, Simon Young và James Russell McCoy. McCoy, người được cử đến Anh để du học từ bé, đã dành phần nhiều thời gian còn lại của cuộc đời mình cho những chuyến đi truyền giáo. Năm 1887, nước Anh chính thức thôn tính hòn đảo, và nó chính thức được đặt dưới sự quản lý của chính quyền Fiji.

## Những phát triển gần đây
Trong suốt thế kỷ 20, hầu hết các thẩm phán có xuất thân từ các gia đình Christian và Young, và sự liên lạc với thể giới bên ngoài vẫn tiếp tục gia tăng. Vào năm 1970, Cao ủy viên của New Zealand trở thành người quản lý Pitcairn. Từ tháng 5 năm 2010 người quản lý là Victoria Treadell. Năm 1999 vị trí thẩm phán được thay bằng thị trưởng. Một thay đổi khác trong cộng đồng là sự giảm thiểu của các nhà thờ Cơ Đốc Phục Lâm, khi mà giờ đây chỉ còn 8 người theo.
Kể từ năm 1937 khi dân số đạt đỉnh 233, hòn đảo đang gặp phải vấn đề di cư, chủ yếu là tới New Zealand, khiến cho dân số hiện nay chỉ còn lại 56.
Hiện nay, sự tiếp tục tồn tại của thuộc địa bị đe dọa bởi các cáo buộc dành cho truyền thống và lịch sử lạm dụng tình dục các bé gái 10 hay 11 tuổi. Vào ngày 30 tháng 9 năm 2004, 7 người đàn ông sống tại Pitcairn, và sau đó là 6 người khác sống tại nước ngoài, đã bị kiện với 55 cáo buộc liên quan tới tấn công tình dục. Một trong số những bị cáo là Steve Christian, thị trưởng của Pitcairn, người đối mặt với nhiều tội danh hiếp dâm, tấn công, và lạm dụng trẻ em. Vào 25 tháng 10 năm 2004, 6 người đã bị kết án bao gồm Steve Christian. Người thws 7, cựu thẩm phán của đảo Jay Warren, đã trắng án.
Hòn đảo phụ thuộc lớn vào du lịch và phí thuê đất cùng như các lô hàng từ New Zealand làm nguồn thu chính.